# Weidelandschaft

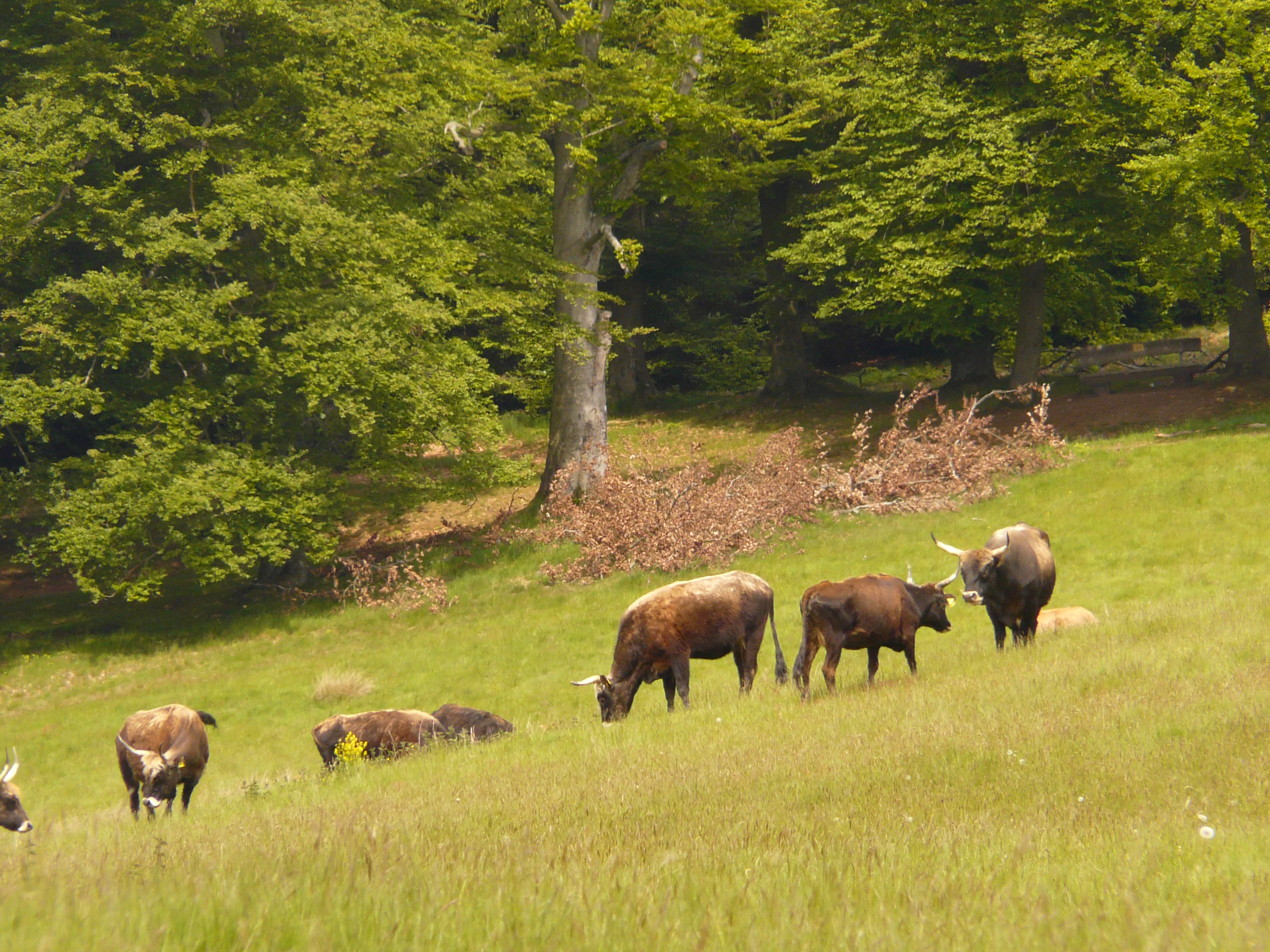
Heckrinder im Beweidungsprojekt NSG Stilleking bei Lüdenscheid

Weidelandschaft, auch halboffene Landschaft, Weideprojekt oder „Wilde Weide“ genannt, ist ein Leitbild und ein darauf abgestimmtes Pflegekonzept im Naturschutz und der Landschaftspflege. Dabei soll durch extensive, oft ganzjährige Beweidung mit robustem Weidevieh oder mit weidenden Wildtieren, gelegentlich auch mit speziell rückgezüchteten Haustierrassen, ein artenreiches Grasland oder Grünland mit eingestreuten, einzeln wachsenden (solitären) Bäumen oder kleinen Gehölzgruppen, erhalten oder neu hergestellt werden. Weidelandschaften sind im Rahmen der vorindustriellen, extensiven Landnutzung früher von selbst entstanden und durch diese Nutzung erhalten worden. In Europa ist diese Art der Landnutzung aufgrund der geringen Erträge heute unrentabel. Sie wird im Rahmen von Beweidungsprojekten, als Pflegemaßnahme des Naturschutzes, zur Erhaltung des Landschaftsbildes und zur Förderung bedrohter Arten, gefördert mit öffentlichen Mitteln, aufrechterhalten.
Weidelandschaften existieren unter bestimmten klimatischen und bodenkundlichen Bedingungen fast weltweit. In diesem Artikel wird nur die Situation in Europa behandelt.

## Definition, Verbreitung in Europa
Halboffene Weidelandschaften zeichnen sich aus durch beweidetes Grasland, in das Gehölze (Bäume und Büsche) locker eingestreut sind. Sie sind meist durch Waldweide aus Wäldern hervorgegangen. Im Landschaftsbild ähneln sie den Savannen der Tropen. Nicht eingeschlossen sind aus klimatischen Gründen völlig baumfreie Landschaften etwa der eurasischen Steppe. Nach einer Abschätzung im Jahr 2015 nehmen halboffene Weidelandschaften („wood pastures“) innerhalb der Europäischen Union 203.000 Quadratkilometer, und damit etwa 4,7 Prozent der Gesamtfläche, ein. Diese unterteilen sich in 109.000 Quadratkilometer offenes Weideland mit verstreuten Gehölzen, 85.000 Quadratkilometer offener Wald und 9.000 Quadratkilometer beweidete Flächen mit kultivierten Gehölzen, etwa Streuobstwiesen mit Obstbäumen, Korkeichen-Haine der iberischen Halbinsel (spanisch dehesas, portugiesisch montados genannt) oder Olivenhaine mit Olivenbäumen. Der Schwerpunkt ihres Vorkommens liegt im Mittelmeerraum Südeuropas und in Osteuropa. In Mitteleuropa kommen sie vor allem als Almen im Gebirge vor. Für die Länder Mitteleuropas werden abgeschätzt: Deutschland etwa 5591 Quadratkilometer, Österreich etwa 1350 Quadratkilometer (jeweils etwa 1,6 Prozent der Landesfläche), Niederlande etwa 271 Quadratkilometer (etwa 0,8 Prozent der Landesfläche). Anteile über 10 Prozent der Landesfläche erreichen sie in Portugal, Spanien, Griechenland und Bulgarien.
Sowohl das Landschaftsbild wie auch die Vegetation der europäischen Weidelandschaften sind vor allem von klimatischen Faktoren abhängig. In der borealen und hemiborealen Zone Nordeuropas kommen als Kratt bezeichnete, von Eichen dominierte, Niederwald-artige Formen vor, in Skandinavien werden sie Lövängar genannt. In Mitteleuropa bildete sich in der genossenschaftlich genutzten Allmende (oder Mark) der Hudewald, im Schwarzwald Weidfeld genannt. Beweidete Kalkmagerrasen bilden durch eingesprengte Dornsträucher Wacholderheiden aus. Im atlantischen Westeuropa sind durch Hecken und Baumreihen gegliederte Parklandschaften typisch. In einer Aufstellung durch Erwin Bergmeier und Kollegen werden 15 Typen in Europa unterschieden.

### Struktur

Auch Rinder verbeißen Gehölze

Die Struktur der Weidelandschaft wird vor allem durch den Faktor Beweidung selbst geprägt. Bei historischen Weidelandschaften kamen weitere früher übliche Waldnutzungsformen wie Schneitelung zur Futtergewinnung (Laubheu) oder Plaggen bzw. Streurechen zur Gewinnung von Einstreu hinzu; diese haben in historischen Landschaften ihre Spuren hinterlassen, werden aber in heutigen Projekten nicht mehr praktiziert. Bei der Beweidung ist der wichtigste Faktor der Verbiss des Baumjungwuchses. Dadurch bleiben, bei längerer Beweidung, die alten Gehölze stehen, bekommen aber keinen Nachwuchs mehr, so dass der ursprüngliche Hutewald verlichtet. Nach Analysen in Nordwestdeutschland, die aber auf andere Landschaftsräume übertragbar sind, kommen Jungbäume bei intensiver Weide nur im Schutz bewehrter, dorniger oder giftiger Straucharten auf. Vor allem bedornte Arten wie Schlehe, Weißdorn und Hundsrose bilden für das Weidevieh undurchdringliche Gebüsche, die als Regenerationskomplexe wirken, in dem in ihrem Inneren etablierte Baumsämlinge vor Verbiss geschützt sind. Die alten Bäume schatten dann die Dornsträucher aus, so dass ein Solitärbaum resultiert. In größeren, von mehreren Sträuchern oder durch Wurzelbrut (v. a. Schlehe) gebildeten Gebüschen können sich so teilweise auch kleinere Haine entwickeln. Die Rolle der anspruchsvollen Heckenstraucharten wird auf armen Sandböden durch andere Sträucher, etwa Wacholder oder Besenginster, eingenommen. Atlantische Laubwälder bilden bei moderater Beweidung stattdessen ein undurchdringliches zweites Stockwerk aus Stechpalme aus. In historischer Zeit versuchte der Mensch, in Nachahmung dieser Prozesse, auch künstlich Baumheister im Schutz von Dorngehölzen zu etablieren, um Bauholz und Mastbäume für die Eichelmast zu gewinnen. Da einzelne Hutebäume viele Hundert Jahre alt werden können, sind noch heute in der Landschaft Bäume vorhanden, die Spuren der alten Nutzungsformen tragen. Moderne Weideprojekte beginnen, mit wenigen Ausnahmen, nicht im geschlossenen Hochwald, sondern in bereits teilweise offenen Landschaften, so dass die Prozesse schneller ablaufen. Die parkartige Struktur der Weidelandschaft ergibt sich teilweise also durch direkte Intervention des Bewirtschafters, teilweise aber auch spontan, durch nicht im Detail gesteuerte quasi-natürliche Prozesse.

## Ökologische Bedeutung
Weidelandschaften zeichnen sich aufgrund ihrer vielfältigen Struktur durch kleinräumig wechselnde Standortbedingungen und dadurch oft besonders hohe Artenzahlen aus. Dabei mischen sich die Lebensgemeinschaften der Wälder und des Offenlandes, es kommen aber auch eigene Arten hinzu. In der Flora sind lichtliebende, durch Inhaltsstoffe oder Dornen gegen Beweidung geschützte Arten besonders typisch, zum Beispiel Pfingstrosen-, Germer- und Nieswurz-Arten und Diptam, die meisten mit eher südlicher Verbreitung. Viele Arten wärmeliebender (thermophiler) Wälder sind eigentlich an Hutewälder angepasst und verschwinden aufgrund von Lichtmangel, wenn die Beweidung aufhört und der Bestand dadurch dichter und dunkler wird. Viele Vogelarten bevorzugen halboffene Weidelandschaften, Arten wie Iberienadler und Rotkopfwürger sind beinahe vollständig auf sie angewiesen. Kurzrasig beweidete Flächen mit eingestreuten Gehölzen sind bevorzugtes Jagdhabitat vieler Eulenarten wie Zwergohreule und Steinkauz und auch vieler insektenfressender Arten wie Wiedehopf und Gartenrotschwanz.
In Weidelandschaften stehen oft einzelne, breitkronige Bäume, die weitaus höheres Alter erreichen können als im durch regelmäßige Umtriebszeiten gekennzeichneten Wirtschaftswald. Dadurch sind an Alt- und Totholz angepasste Arten, darunter auch viele sogenannte „Urwaldrelikte“, hier sogar häufiger als im Wald; dies gilt insbesondere für wärmeliebende Arten. Für viele Tiere sind die eingestreuten Bäume eine Schlüsselressource, sie kommen weder in geschlossenen Wäldern noch in baumfreien Grünland vor. Im Kot der Weidetiere leben besonders angepasste, kotfressende (koprophage) Käferarten, besonders aus der Familie der Blatthornkäfer. Auch pflanzensaugende Insekten wie zum Beispiel die Zikaden erreichen besonders hohe Artenzahlen. Für den zoologischen Artenschutz gelten Weidelandschaften aufgrund der höheren Strukturvielfalt und der gegenüber einer Pflege durch Mahd weniger harten Eingriffe der Pflege generell als höherwertig.

## Megaherbivoren

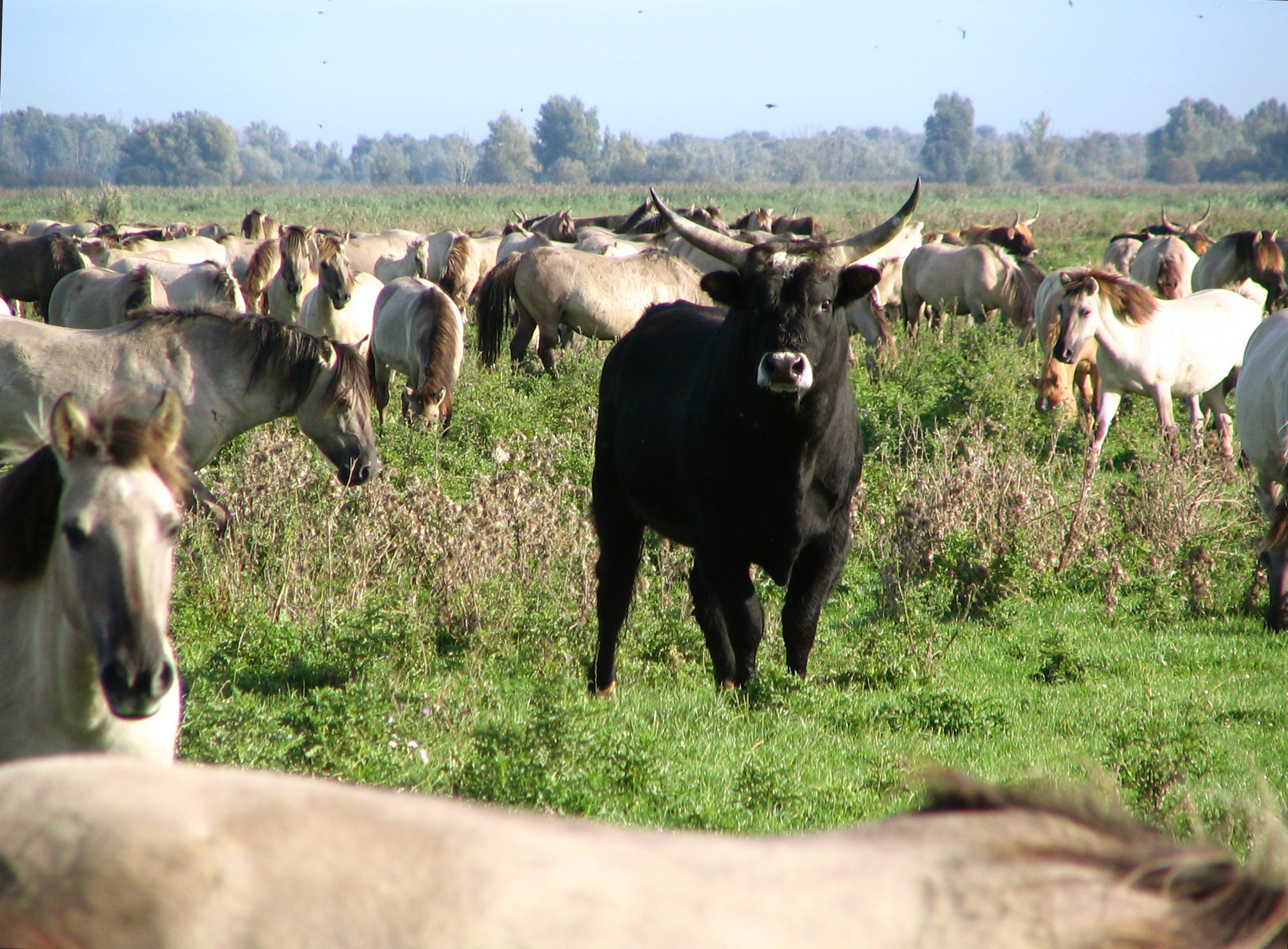
Heckrindstier zwischen Koniks im Wildnisentwicklungsgebiet Oostvaardersplassen

Der (umstrittenen) Megaherbivorenhypothese zufolge sind nicht geschlossene Wälder, sondern halboffene Weidelandschaften die ursprüngliche Natur Mitteleuropas. Die Theorie sagt aus, dass Arten wie Auerochse, Wisent, Elch und Wildpferd durch Verbiss von Zweigen und Jungwuchs und Abschälen von Rinde den Wald stark aufgelichtet hätten, so dass er bereits in der Urlandschaft eher den Charakter eines Hudewalds, oder sogar einer offenen Parklandschaft, hatte. Der Mensch mit seinem Weidevieh wäre, der Hypothese zufolge, lediglich an die Stelle der wilden Herbivoren getreten, die er durch starke Bejagung noch als Wildbeuter vorher zurückgedrängt hätte. Für viele Anhänger der Hypothese besitzen halboffene Weidelandschaften eine ganz besondere Bedeutung, weil nur sie, und nicht etwa geschlossene Klimax-Urwälder, die tatsächliche Urlandschaft Mitteleuropas repräsentieren würden. Zusätzlich zu den genannten Arten ist die ursprüngliche Vegetation und Flora Mitteleuropas, vor allem bei Baumarten mit ihrer langen Generationszeit, möglicherweise sogar noch durch im Pleistozän ausgestorbene, oder durch menschliche Jäger ausgerottete, Arten wie Mammut oder Waldelefant mitgeprägt gewesen. Dem niederländischen Ökologen und Naturschützer Frans W. M. Vera zufolge erklärt die Hypothese auch das häufige Auftreten lichtliebender Waldgehölzarten wie der mitteleuropäischen Eichenarten und der Heckensträucher wie der Hasel in Pollendiagrammen: Sie seien an aufgelichtete, beweidete Wälder angepasst, was der Grund für ihren heutigen Rückgang in geschlossenen Dauerwäldern sei. Auch scheint die Vermehrung von Stiel- und Traubeneichen in Offenflächen und unter Dornensträuchern besonders erfolgreich zu verlaufen, aufgrund der Präferenz des Eichelhähers, der hauptverantwortlich für deren Verbreitung ist, für Kurzrasenflächen, Sträucher, Dickichte und Übergangszonen zwischen Wald und Wiese, um die Eicheln zu verstecken.
Obwohl die Hypothese vor allem bei Praktikern des Naturschutzes, die Weideprojekte betreuen, sehr beliebt ist, ist sie wissenschaftlich umstritten. Es ist durch Experimente wie dem Auszäunen kleiner Bereiche (exclosures) nachgewiesen, dass wilde Weidetiere in der Tat einen starken Einfluss auf die Vegetation haben können, und unter Umständen tatsächlich geschlossene Wälder in offene Parklandschaften verwandeln können; die Dichte der Weidegänger konnte dabei auch historisch durch eine indirekte Methode, die sehr resistenten Sporen des dungbewohnenden Pilzes Sporormiella (Pleosporales) abgeschätzt werden. Manche Indizien und Indikatoren, etwa die Analyse der Überreste der Käferfauna nach Wald- gegenüber Offenlandarten deuten allerdings eher auf einen recht geschlossenen und dunklen Urwald im späten Holozän (ab 6000 v. Chr.) hin; es scheint aber auch Offenflächen gegeben zu haben, im frühen Holozän (9000–6000 v. Chr.) scheinen sie sogar dominant zu sein. Generell scheint es im gesamten Holozän sowohl offene Weidelandschaften als auch geschlossene Wälder gegeben zu haben.
Befürworter der Megaherbivorenhypothese betrachten Weidelandschaften also als die eigentliche Ur- oder Wildlandschaft auch in Mitteleuropa. Sie verwenden daher den Begriff „Wildnisentwicklungsgebiet“ zur Charakterisierung ihrer Projektflächen.

## Weidetiere
Weidetiere für die Pflege halboffener Weidelandschaften werden ausgewählt einerseits nach dem angestrebten Auswirkungen auf die Vegetation und Landschaftsstruktur, andererseits ist bei vielen Projekten die Schaffung von Lebensraum für Wildtiere, oder selten gewordene Haustierrassen selbst ein wesentliches Projektziel. In einzelnen Fällen, wie bei den Wildrindern oder deren Abbildzüchtungen, steht dieser Aspekt im Vordergrund der Projekte, die Landschaft ist hier eher der Nebenaspekt. Weidetiere für Beweidungsprojekte sollen Wildtiere oder robuste Haustierrassen sein, die ganzjährig und auch unter extremen Wetterbedingungen bei minimaler Betreuung leben können. Bei der Bilanz der Projekte spielen auch betriebswirtschaftliche Aspekte, wie die Vermarktung von erzeugtem Fleisch, oft eine wichtige Rolle.

### Pferde

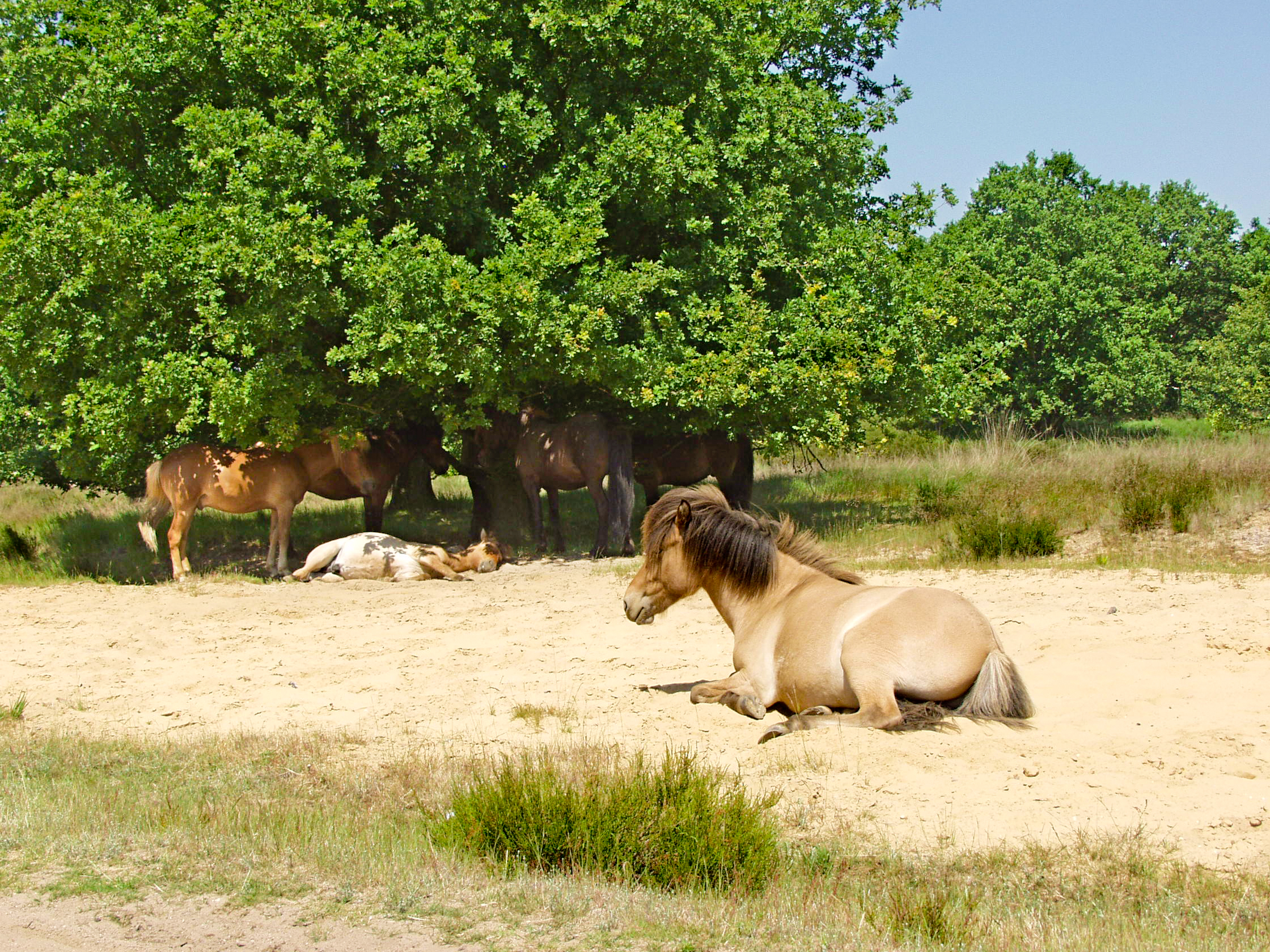
Islandpferde im niederländischen Nationalpark De Meinweg

Da das europäische Wildpferd oder Tarpan (Equus ferus) ausgerottet ist, werden für Beweidungsprojekte robuste domestizierte Pferderassen verwendet. Pferde sind Rauhfutterfresser mit besonderer Spezialisierung auf Gräser, mit hochkronigen („hypsodonten“) Zähnen. Sie fressen also, anders als die sogenannten Selektierer wie das Reh, kaum Knospen oder Blätter von Gehölzen. Sie sind aber bekannt dafür, auch an älteren Bäumen die Rinde zu schälen und diese damit zu schädigen oder abzutöten. In Beweidungsprojekten vielfach verwendete Pferderassen, bei denen besonders gute Erhaltung von Wildpferd-Merkmalen angenommen wird, sind etwa die polnischen Koniks, die portugiesischen Sorraias, das englische Exmoor-Pony. Es werden aber zahlreiche weitere robuste Pferderassen wie Haflinger, Island- und Shetlandpony in Beweidungsprojekten eingesetzt. Einige robuste Pferderassen werden regional noch sehr extensiv gehalten und in der Öffentlichkeit nicht selten als „Wildpferde“ bezeichnet, auch wenn die morphologische Ähnlichkeit zu den europäischen Wildpferden geringer ist. Dazu gehören etwa Camargue-Pferd, Posavina-Pferd, Pottok-Pony, Giara-Pferd und eine ganze Reihe weiterer. Ein Versuch der Rückzüchtung durch Kreuzung verschiedener Robustrassen ist das Heckpferd. Auch das Przewalski-Pferd wird ebenfalls in Beweidungsprojekten eingesetzt, ist aber nach genetischen Analysen nicht besonders nahe mit den ehemaligen europäischen Wildpferden verwandt.

### Rinder
Da auch das Europäische Wildrind, der Auerochse, ausgestorben ist, werden auch hier ersatzweise Robustrassen verwendet, insbesondere alte Landrassen. Alternativ wird jedoch auch versucht, eine dem Auerochsen möglichst ähnliche Robustrasse zu züchten, z. B. Heckrind und Taurusrind. Sie sind das Ergebnis aus Kreuzungszuchten mit verschiedenen v. a. Primitivrassen aus Südeuropa wie Sayaguesa, Tudanca, Pajuna, Maremmana Primitivo und Boškarin.

### Andere Weidetiere
Neben Pferden und Rindern werden auch viele andere Pflanzenfresser für Beweidungsprojekte eingesetzt. In Mitteleuropa sind das beispielsweise Rothirsch, Damwild, Wasserbüffel, Wisent, Ziege, Schaf, Esel und Elch, über die Auswahl entscheidet häufig das angestrebte Endergebnis (verschiedene Arten wirken sich durch verschiedene Präferenzen und Beweidungsintensitäten verschieden auf die Vegetation aus), aber auch andere Aspekte wie Klima- und Geländeverhältnisse. Schaf, Ziege und Esel werden meist für Siedlungsnahe kleinere Flächen, aber auch Heiden verwendet, während Rot- und Damwild, Wisent und Elch eher zusammen mit Rindern und Pferden genutzt werden, wenn sich über längere Zeiträume eine dynamische Landschaft entwickeln soll. Der ursprünglich aus Asien stammende Wasserbüffel wird insbesondere in sumpfigem Gelände eingesetzt.